# Sen Sotan
Sen no Sotan (n. 1578 – d. 1658) a fost nepotul lui Sen no Rikyu și călugar zen la mănăstirea Daitoku-ji. Sen no Sotan afirma că „zen și ceaiul au același gust”. Este cunoscut și ca Sotan Wabi.